# Vesёloe volšebstvo
Vesёloe volšebstvo (Весёлое волшебство) è un film del 1969 diretto da Boris Vladimirovič Rycarev.